# Colsa cavata
Colsa cavata är en insektsart som först beskrevs av Walker 1858.  Colsa cavata ingår i släktet Colsa och familjen spottstritar. Inga underarter finns listade i Catalogue of Life.